# توماس دبليو. وارد
توماس دبليو. وارد (بالإنجليزية: Thomas W. Ward)‏ هو سياسي أمريكي، ولد في 1807، وتوفي في 25 نوفمبر 1872.